# Renens

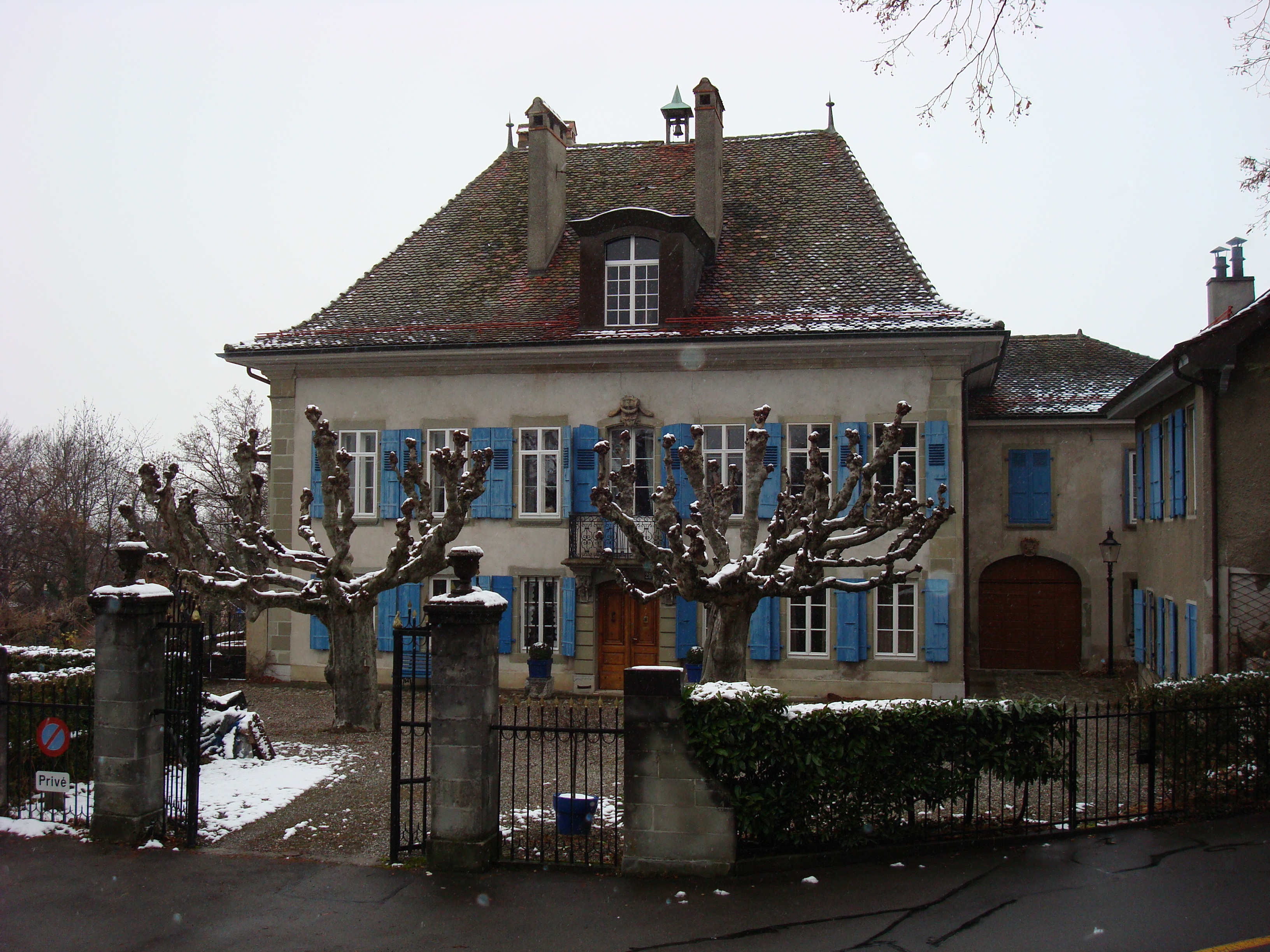
Castelul

Renens este un oraș în Elveția.